# KOZO
『KOZO』（コーゾー）は、菅沼孝三の1作目のオリジナル・アルバム。2001年7月20日に発売された。発売元はJewel sound。

## 背景
教則ビデオを10本もリリースしていながら、ソロアルバムを出していなかった菅沼孝三が、満を持して作成したファーストアルバム。日米の豪華メンバーにより、アメリカのニューヨークで録音された。菅沼孝三の書き下ろし曲も収録。ジャケットは宮下昌也による描き下ろし。

## 収録曲
1. 「Double Black Feather」 - 7:27
（作曲：矢堀孝一）
2. 「Brush Fire」 - 1:31
（作曲：菅沼孝三）
3. 「Tales Of The Temple」 - 5:41
（作曲：矢堀孝一）
4. 「Mistic Island」 - 5:30
（作曲：矢堀孝一）
5. 「Coriander」 - 6:22
（作曲：矢堀孝一）
6. 「Cloudiness」 - 7:16
（作曲：菅沼孝三）
7. 「Moment's Notice」 - 4:50
（作曲：John Coltrane）
8. 「Beat Kids」 - 7:17
（作曲：菅沼孝三）

## スタッフ・クレジット

### 参加ミュージシャン
- 菅沼孝三 - ドラムス
- 矢堀孝一 - ギター
- Lincoln Goines - ベース
- Scott Kinsey - キーボード
- Bob Malach - サックス
- 八木敬之 - サックス